# Уточница

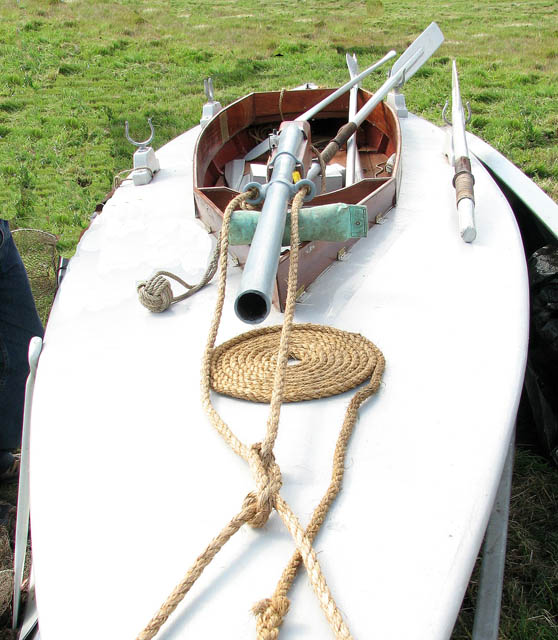
Уточница, установленная на лодке

У́точница — крупнокалиберный дробовик для промысловой охоты на гусей и уток, в современной охоте практически не используется. Характеризуется очень большим калибром и длинным стволом для возможности поражения одновременно многих птиц на значительном расстоянии. Также известен как гусятница или утятница, в англоязычных странах — как пантган (punt gun — лодочное ружьё) или дакган (duck gun — ружье по уткам).

## Конструкция

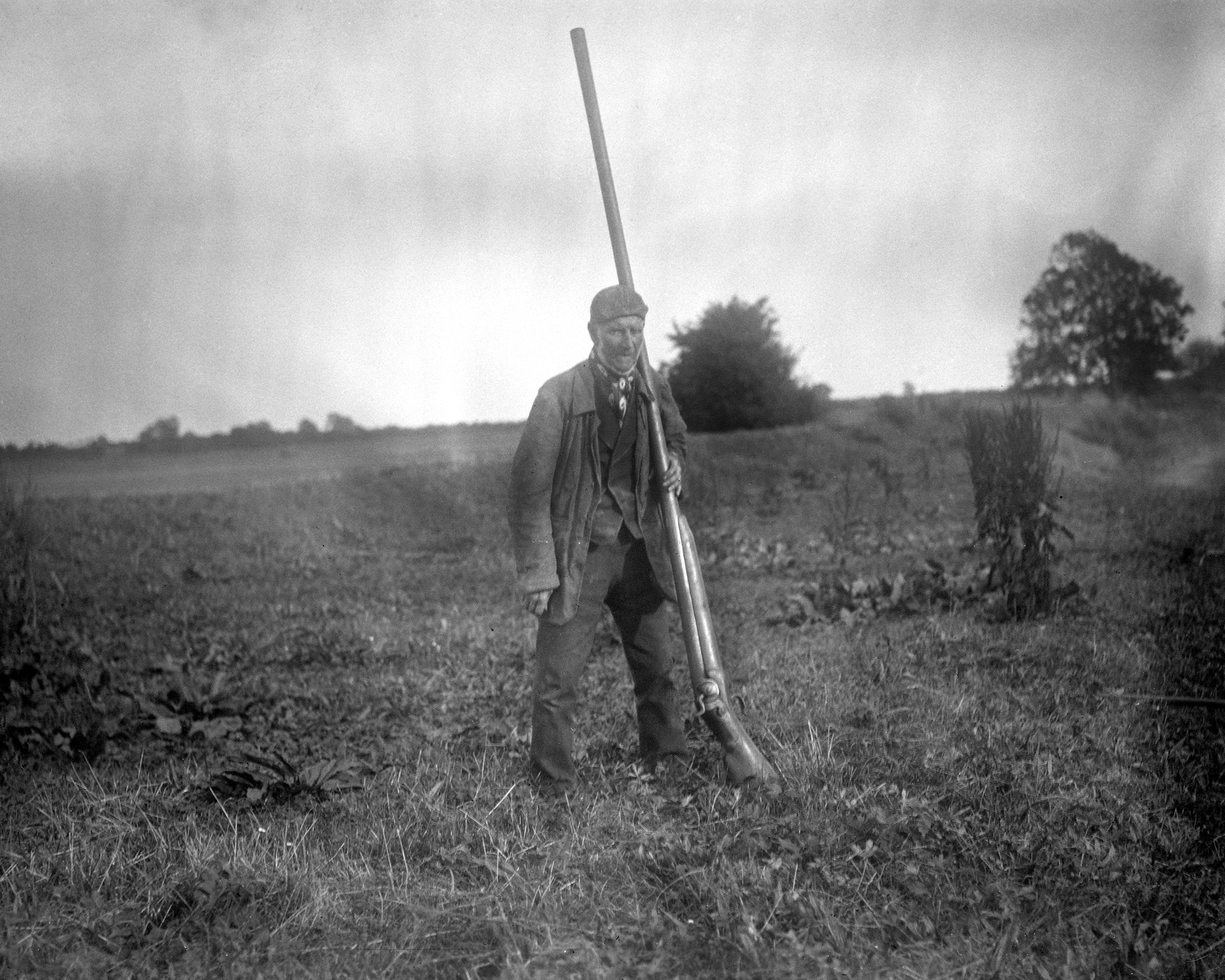

Калибр уточниц иногда достигал 5 сантиметров, а заряд дроби — полукилограмма. Такие ружья могли одним выстрелом убить до 50 птиц. Ружья обычно закреплялись на лодках, использовавшихся для охоты, отсюда одно из английских названий этого оружия, punt gun (от англ. punt — плоскодонная лодка). Наведение обычно осуществлялось поворотом лодки.
В России уточницы в начале XX века производились в Ижевске на Ижевском оружейном заводе, образец уточницы 1908 года хранится в музее Ижмаша.

## Законодательство

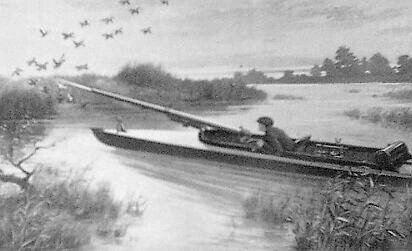
Применение уточницы. Рисунок начала XX века.

Уточницы привели к быстрому уничтожению водоплавающей птицы; поэтому законы уже в XIX веке ограничили их использование. В большинстве штатов США охота с уточницами была запрещена к 1860-м годам. В Великобритании закон ограничивает калибр уточниц 44 миллиметрами, по состоянию на 1995 год использовалось менее 50 этих ружей.

## В массовой культуре
- Уточница, или, по-украински, утятница (укр. утятниця), среди прочих ружей, упоминается в одном из охотничьих рассказов Остапа Вишни[2]:

| Есть ещё один «сорт» ружжа — его любители специально заказывают для себя. Это так называемая утятница. Огромный ствол, страшенная ложа — набивают её кучей пороха и дроби, не несут, а везут к озеру, где осенью табунятся дикие утки. И бахают. Чтобы стрелять из утятницы, нужно уметь хорошо делать заднее сальто. Утятница, положим, сама вам сальто сделает, но лучше выстрелить и сразу же самому идти в сальто. Будет легче. — Чего это вас так в три погибели скрючило? — спросил я у одного охотника. — Э, это уже давно! Лет десять назад! Из утятницы стрельнул! Не разгибаюсь, не разгибаюсь, десять лет уже не разгибаюсь! Оригинальный текст (укр.) Є ще один «сорт» рушниці, що його спеціально замовляють аматори для себе. Це так звана утятниця. Величезний ствол, страшенна ложа, — набивають її силою пороху й дробу, не несуть, а везуть до озера, де восени табуняться дикі качки. І бахкають. Щоб стріляти з утятниці, треба вміти добре робити заднє сальто. Утятниця, положим, сама вам сальто зробить, але краще вистрілити і зразу ж самому йти в сальто. Буде легше. — Чого це вас так покандзюбило? — запитав я в одного мисливця. — Е, це вже давно! Років з десять тому! З утятниці стрельнув! Не розгинаюсь, не розгинаюсь, десять літ уже не розгинаюсь! — Остап Вишня. «Ружжо» |

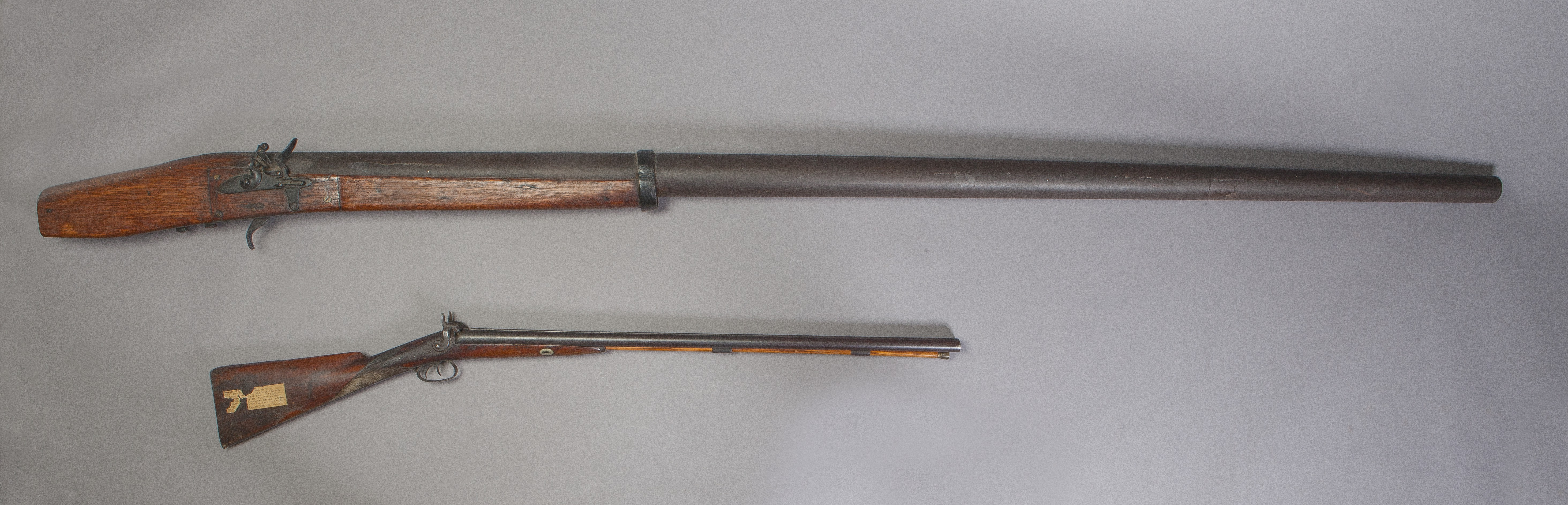
Трёхметровый дробовик, использовавшийся для охоты на птицу на реке Миссисипи в сравнении с обычной двустволкой

- Капсюльная уточница-пантган, похожая на использовавшиеся в середине XIX века, показана в комедийном фильме ужасов «Дрожь земли 4». С её помощью один из персонажей расправляется с гигантским червём. Уточница двухдюймового калибра была создана специально для фильма, внутри неё был спрятан обыкновенный дробовик 12-го калибра, из которого и производились выстрелы во время съёмок[4][5].